# Raineya orbicola
Raineya orbicola ist eine Bakterienart. Sie ist schwach thermophil („wärmeliebend“) mit einer optimalen Wachstumstemperatur von etwa 50 °C.

## Merkmale
Innerhalb eines Thermus Medium werden orange gefärbte Kolonien gebildet. Die Zellen sind stäbchenförmig und es werden Filamente gebildet. Die Zellen sind 0,5–0,8 μm breit und 5,0–15,0 μm lang. Sie besitzen keine Flagellen und sind nicht beweglich. Endosporen wurden nicht beobachtet. Flexirubin-artige Pigmente werden nicht gebildet. Der Gram-Test fällt negativ aus.

## Stoffwechsel und Wachstum
Raineya orbicola ist auf Sauerstoff angewiesen (aerob) und nutzt den Stoffwechselweg der Atmung. Einige organische Säuren und Aminosäuren werden als Kohlenstoff- und Energiequellen genutzt, Kohlenhydrate und Polyole (mehrwertige Alkohole) werden nicht assimiliert. Zu den genutzten Aminosäuren zählen z. B. Aspartat, L-Glutamat, L-Alanin, L-Prolin, L-Glutamin und L-Serin. Das mutmaßliche Gen für Fructose-1,6-bisphosphatase ist vorhanden, was darauf hindeutet, dass Raineya orbicola Gluconeogenese durchführen kann.
Diese Art ist leicht thermophil mit einer optimalen Wachstumstemperatur bei etwa 50 °C, es toleriert 35 bis 60 °C. Es werden pH-Werte zwischen 6,5 und 8,5 toleriert, der optimale pH-Wert für R. orbicola liegt zwischen 7,5 und 8,0. Das beste Wachstum dieses Organismus findet ohne Zusatz von Natriumchlorid (NaCl) statt, in Medien mit NaCl 1 % findet kein Wachstum mehr statt. Der Oxidase- und der Katalase-Test verlaufen positiv.
Das dominierende Chinon ist Menachinon-7 (MK-7)

## Systematik
Raineya orbicola wurde erstmalig von Luciana Albuquerque und Mitarbeitern 2018 beschrieben. Sie ist die einzige Art der Gattung Raineya welche wiederum die einzige Gattung der Familie Raineyaceae ist (Stand Juli 2024). Sie zählt zu der Ordnung Cytophagales.

## Ökologie und mögliche Nutzung
Der Typstamm von R. orbicola, SPSPC-11T, wurde aus einer
heißen Quelle in São Pedro do Sul in Portugal isoliert.
Aus verschiedenen Quellen stammen unkulturierte rRNA-Funde, die 90–99 % Ähnlichkeiten mit der 16S-RNA des Typstammes zeigen. Zu den Fundorten zählen viele geothermische aquatische Umgebungen.
Da die Art Raineya orbicola in extremen Umgebungen wächst, ist sie interessant für die Entwicklung von
Biokatalysatoren die industriell für nachhaltige und umweltfreundliche Prozessen nutzbar sind. Für die Suche nach hierfür einsetzbaren Organismen sind u.a Thermalquellen, wo auch Raineya orbicola vorkommt, von Bedeutung.